# Stephanie B. Alexander
Stephanie Brewster Brewer Taylor Alexander (1 de septiembre de 1941 - 20 de noviembre de 2023)  fue una matemática estadounidense, profesora emérita de matemáticas en la Universidad de Illinois en Urbana-Champaign. Su investigación se centró en la geometría diferencial y los espacios métricos.

## Educación y carrera
Alexander obtuvo su doctorado. de UIUC en 1967, bajo la supervisión de Richard L. Bishop, con una tesis titulada Reducibilidad de inmersiones euclidianas de bajas codimensiones.  Después de unirse a la facultad de UIUC como instructora a tiempo parcial, se convirtió en miembro regular de la facultad en 1972. Se jubiló en 2009  y murió en 2023.

## Libros
- Con Vitali Kapovitch y Anton Petrunin, Alexander authored the book An Invitation to Alexandrov Geometry: CAT(0) Spaces (Springer, 2019).

## Reconocimiento
- En Illinois, Alexander ganó el premio Luckman a la enseñanza universitaria distinguida y el premio William Prokasy a la excelencia en la enseñanza universitaria en 1993.[4]
- En 2014 fue elegida miembro de la Sociedad Estadounidense de Matemáticas "por sus contribuciones a la geometría, por una exposición de alta calidad y por una enseñanza excepcional de las matemáticas".[6]